# Rocks
Rocks — четвёртый студийный альбом американской рок-группы Aerosmith, вышедший 3 мая 1976 года на лейбле Columbia Records.
В 2003 году альбом занял 176-е место в списке «500 величайших альбомов всех времён» по версии журнала Rolling Stone.

## Список композиций
| №  | Название             | Автор(ы)                    | Длительность |
| -- | -------------------- | --------------------------- | ------------ |
| 1. | «Back in the Saddle» | Джо Перри, Стивен Тайлер    | 4:39         |
| 2. | «Last Child»         | Стивен Тайлер, Брэд Уитфорд | 3:27         |
| 3. | «Rats in the Cellar» | Джо Перри, Стивен Тайлер    | 4:06         |
| 4. | «Combination»        | Джо Перри                   | 3:39         |

| №  | Название             | Автор(ы)                     | Длительность |
| -- | -------------------- | ---------------------------- | ------------ |
| 1. | «Sick as a Dog»      | Том Гамильтон, Стивен Тайлер | 4:12         |
| 2. | «Nobody’s Fault»     | Стивен Тайлер, Брэд Уитфорд  | 4:25         |
| 3. | «Get the Lead Out»   | Джо Перри, Стивен Тайлер     | 3:42         |
| 4. | «Lick and a Promise» | Джо Перри, Стивен Тайлер     | 3:05         |
| 5. | «Home Tonight»       | Стивен Тайлер                | 3:16         |

## О песнях
«Back in the Saddle» — написана Джо Перри на шестиструнной бас-гитаре, которая придаёт песне так называемое «рычание». Песня приобрела новое значение после воссоединения группы в 1984 году, и открывала Back in the Saddle тур. Песня признана одной из 500 лучших лучших рок-песен журналом Rolling Stone.
«Last Child» — одна из первых композиций, написанных для альбома. Брэд Уитфорд так вспоминал создание песни: «Однажды после репетиции я сыграл этот рифф, и Стивен кричит:«Мне это нравится!» и начинает играть на барабанах. Он играет совсем не так как Джоуи, с более джазовым подходом, с которым весело работать. Джо добавил пару изменений к риффу, с D- к A-аккорду, и приправил его немного своим».
«Rats in the Cellar» — как описывает запись песни Том Гамильтон, «Мы взяли вещь, созданную Yardbirds, и довели её до совершенства». Она также писалась как дополнение песни «Toys in the Attic».
«Combination» — первая попытка Джо Перри в роли вокалиста (спета Перри и Тайлером на фоновом вокале). Песня о героине, кокаине и пороках.
«Sick as a Dog» — Джо Перри играл на бас-гитаре. Гитарная партия принадлежит бас-гитаристу Тому Гамильтону, участвовавшему в написании песни.
«Nobody’s Fault» — вместе с «Back in the Saddle» — одна из тяжелейших песен в альбоме (как «Round and Round» из предыдущего альбома). Одна из любимых песен Aerosmith гитариста группы Guns N’ Roses Слэша, а также лидера группы Metallica Джеймса Хэтфилда. Трэш-металлическая группа Testament сделала кавер-версию этой песни в своём альбоме 1988 года. Пионеры слиз-рока L.A. Guns включили кавер этой композиции в свой каверный альбом Rips the Covers Off 2004 года. Несмотря на то, что «Nobody’s Fault» никогда не была особенно популярной, она остаётся одной из самых любимых в творчестве группы. Так, например, Тайлер называл её «одним из ярких моментов моей творческой карьеры», а Крамер — «одной из лучших барабанных партий, которые он когда-либо делал».
«Lick and a Promise» — «(Песня) всего лишь о выходе и завоевании публики», — иронично заметил Стивен Тайлер.

## В записи участвовали
Aerosmith
- Стивен Тайлер — вокал, губная гармоника, перкуссия, фоновый вокал в «Combination»
- Джо Перри — соло-гитара, бас-гитара в «Sick as a Dog», стил-гитара, вокал в «Combination»
- Брэд Уитфорд — ритм-гитара
- Том Гамильтон — бас-гитара, соло-гитара в «Sick as a Dog»
- Джоуи Крамер — ударные, перкуссия

приглашённый музыкант
- Пол Престопино — банджо на «Last Child»

| производственный персонал - Джек Дуглас — музыкальный продюсер, аранжировщик - Aerosmith — музыкальный продюсер, аранжировщик - Джей Мессина — звукоинженер - Сэм Гинсберг — ассистент звукоинженера - Род О’Брайен — ассистент звукоинженера - Дэвид Хьюитт — аранжировщик - Дэвид Кребс — менеджер проекта | производственный персонал - Стив Либер — менеджер проекта - Фин Костелло — фотосъёмка - Скотт Эньярт — фотосъёмка - Том Гамильтон — фотосъёмка - Рон Поунэлл — фотосъёмка - Брэд Уитфорд — фотосъёмка |

## Позиции в хит-парадах
Альбом
| Название чарта                 | Наивысшая позиция | Пребывание в чарте | Источник(и)          |
| ------------------------------ | ----------------- | ------------------ | -------------------- |
| Австралия (Kent Music Report)  | 45                | нет данных         | [ 39 ]               |
| Канада (RPM 100 Albums)        | 14                | 24 недели          | [ 40 ] [ 41 ] [ 42 ] |
| США (Billboard Top LPs & Tape) | 2                 | 53 недели          | [ 43 ]               |
| Швеция (Topplistan)            | 46                | 1 неделя           | [ 44 ]               |
| Япония (Oricon)                | 13                | нет данных         | [ 45 ]               |

| Хит-парад (1976)                   | Позиция |
| ---------------------------------- | ------- |
| Канада (RPM Year-End)              | 96      |
| США (Billboard Top Popular Albums) | 44      |

Синглы
| Год выпуска сингла   | Название чарта           | Наивысшая позиция | Пребывание в чарте | Источник(и)          |
| «Last Child»         | «Last Child»             | «Last Child»      | «Last Child»       | «Last Child»         |
| -------------------- | ------------------------ | ----------------- | ------------------ | -------------------- |
| 1976                 | Канада (RPM 100 Singles) | 26                | 13 недель          | [ 48 ] [ 49 ] [ 50 ] |
| 1976                 | США (Billboard Hot 100)  | 21                | 15 недель          | [ 51 ]               |
| «Home Tonight»       |                          |                   |                    |                      |
| 1976                 | Канада (RPM 100 Singles) | 82                | 5 недель           | [ 52 ] [ 53 ]        |
| 1976                 | США (Billboard Hot 100)  | 71                | 4 недели           | [ 54 ]               |
| «Back in the Saddle» |                          |                   |                    |                      |
| 1977                 | Канада (RPM 100 Singles) | 68                | 5 недель           | [ 55 ] [ 56 ]        |
| 1977                 | США (Billboard Hot 100)  | 38                | 8 недель           | [ 57 ]               |

## Сертификации
| Регион                                                      | Сертификация  | Продажи    |
| ----------------------------------------------------------- | ------------- | ---------- |
| Австралия (ARIA)                                            | Золотой       | 35 000^    |
| Канада (Music Canada)                                       | Платиновый    | 100 000^   |
| США (RIAA)                                                  | 4× Платиновый | 4 000 000^ |
| ^ Данные о тиражах приведены только на основе сертификации. |               |            |